# Elsa Amaral
Elsa Amaral (Porto, 31 de Maio de 1966) é uma antiga atleta portuguesa de atletismo.
Representou o Futebol Clube do Porto entre 1987 e 1995.
Participou nos Jogos Olímpicos em 1992 em Barcelona na prova de 4 x 400 metros estafetas onde, conjuntamente com Marta Moreira, Eduarda Coelho e Lucrécia Jardim conseguiu um novo Recorde Nacional e a oitava posição na final da prova.
Actualmente trabalha como técnica adjunta de Jéssica Augusto em ajuda ao técnico João Campos.

## Recordes Pessoais
- 200 metros: 24,71 (Maia - 1991)
- 400 metros: 53,59 (Maia - 1991)
- 800 metros: 2.01,21 (Split - 1990)
- 4 x 400 metros estafetas: 3.29,38 (Selecção Nacional) (Barcelona - 1992)

## Campeonatos Nacionais
- 7 Campeonatos Nacionais 400 metros (1987 - 1993)
- 4 Campeonatos Nacionais 800 metros (1988 - 1991)

## Jogos Olímpicos
- (Barcelona 1992) Estafeta 4x400 metros (8º lugar na final)

## Campeonato do Mundo
- (Tóquio - 1991) 800 metros (qualificações)

## Campeonato do Mundo em Pista Coberta
- (Toronto - 1993) 800 metros (meias finais)
- (Barcelona - 1995) 800 metros (qualificações)